# Altkamp
Altkamp ist ein Ortsteil der Stadt Putbus im Landkreis Vorpommern-Rügen in Mecklenburg-Vorpommern.

## Geografie und Verkehrsanbindung
Altkamp liegt südwestlich der Kernstadt Putbus. Die Landesstraße 29 verläuft nördlich und die Landesstraße 30 und die Landesstraße 291 westlich.